# Ophiacantha pentagona
Ophiacantha pentagona är en ormstjärneart som beskrevs av Jean Baptiste François René Koehler 1897. Ophiacantha pentagona ingår i släktet Ophiacantha och familjen knotterormstjärnor. Inga underarter finns listade i Catalogue of Life.